# Hermann Dyck
Hermann Dyck   (Würzburg, 4 d'octubre de 1812 - Múnic, 25 de març de 1874), pintor bavarès, nascut a Würzburg al Gran Ducat de Würzburg el 1812, va estudiar arquitectura i pintura de gènere a Munic. Les seves obres són originals i de gran humor, i estan executades amb cura i cura. Els dissenys satírics del Fliegende Blätter , en referència a la ràbia pels monuments, són incomparables. Va ser director de les escoles d'art de Munic, on va morir el 1874.

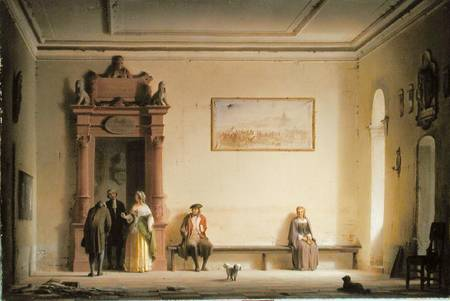
La sala d'espera, 1857

A Múnic, Hermann Dyck es va dedicar a la pintura arquitectònica, a la qual va saber donar un atractiu especial a través de decoracions cultural-històriques. La seva associació amb els Flying Papers, que s'havia publicat des de 1844, va portar a terme en ell un notable talent satíric. El 1854 va assumir la direcció de l'escola de dibuix per a artesans, càrrec en el qual va romandre quan la institució va ser elevada a institució estatal el 1868.
Algunes de les seves obres:
- An der Stadtmauer zu Erding (1857)
- Ein Kassavorzimmer (1858)
- Die Schreibstube (1860)
- Auf dem Speicher (1860)
- Im Maleratelier (1861)
- Inneres einer Klosterkirche (1863)
- Die Deputation (1864)
- Heimkehr des Bürgermeisters (1868)

També va publicar 'Deutsche Sprichwörter und Reime in Bildern ('proverbis alemanys i rimes en imatges').